# Metrokles z Maronei
Metrokles z Maronei (IV/III wiek p.n.e.) – filozof grecki. Wyznawał filozofię cyników (jedyną i najważniejszą wartością była cnota).

## Życie
Pochodził z dobrej rodziny z miasta Maroneia w Tracji, brat Hipparchi, szwagier Kratesa. Pierwsze lekcje otrzymał od Teofrasta, perypatetyka.
Miał na ogół słabe zdrowie i podczas wykładów dokuczał mu żołądek. Nieustępujące były odgłosy z jego ciała. Uciekł wtedy do domu i zamknął się w nim, ponieważ nie potrafił walczyć ze wstydem. Krates, gdy się o tym dowiedział udał się do Metroklesa i starał się go pocieszyć. Udało mu się, ponieważ pokazał, że tak naprawdę nic się nie stało i jest to naturalne: Byłaby to bowiem rzecz dziwna, gdyby wiatrów rodzących się zgodnie z naturą nie wydzielał. Od tego czasu był w stanie słuchać wykładów Kratesa i dzięki temu stał się filozofem.
Zmarł ze starości (udusił się).
Uczniami jego byli: Teombrotos i Kleomenes.

## Poglądy
Uważał, że niektóre rzeczy można nabyć za pieniądze (np. dom), a inne tylko po długim czasie pracy (np. wykształcenie). 
Sądził, że bogactwo jest szkodliwe, jeśli nie są odpowiednio wykorzystane.